# Paucivena
Paucivena is een geslacht van vlinders van de familie van de zakjesdragers (Psychidae). De wetenschappelijke naam van dit geslacht is voor het eerst voorgesteld door Donald Ray Davis in een publicatie uit 1975. De soorten binnen dit geslacht komen in Midden-Amerika voor.

## Soorten
- Paucivena cubana Núñez, 2006
- Paucivena ferruginea Núñez, 2006
- Paucivena fusca Núñez, 2006
- Paucivena hispaniolae Davis, 1975
- Paucivena orientalis Núñez, 2006
- Paucivena pinarensis Núñez, 2006
- Paucivena reticulata Davis, 1975